# Valeri Meladze
Valeri Șotaievici Meladze (rusă Валерий Шотаевич Меладзе, georgiană ვალერი შოთას ძე მელაძე; n. 23 iunie 1965 în Batumi) este un cântăreț rus de origine georgiană. El este fratele compozitorului și producătorului muzical Konstantin Meladze, care scrie piese inclusiv pentru el.

## Discografie

### Albumuri de studio
| Sera - Lansare: 1995                                              |
| Posledny romantik The Last Romanticist - Lansare: October 1996    |
| Samba belogo motylka Samba of the White Butterfly - Lansare: 1998 |
| Vsyo tak i bylo All Was This Way - Lansare: 1999                  |
| Nega The Bliss - Lansare: 2003                                    |
| Vopreki Despite - Lansare: 2008                                   |

### Compilation albums
| The Best - Lansare: 1999                     |
| Nastoyashchee Really - Lansare: October 2002 |
| Okean Ocean - Lansare: January 2005          |
| The Best - Lansare: 2008                     |

### Albumuri de concert
| Live Olympic Moscow - Lansare: 1997 |

## Viața personală
În vara lui 1989, Valeri Meladze s-a căsătotit cu Irina, în Batumi. Împreună ei au trei fiice. În 2011 au divorțat.

### Clipuri video
- "Vopreki" ("Despite")
- "Bez suyety" ("Without the Bustle")
- "C'est la vie" (French, "Such is Life")
- "Chego ne mogut lyudi" ("What People Can't")
- "Inostranets" ("Foreigner")
- "Okean i tri reki" ("Ocean and Three Rivers")
- "Prityazhenya bolshe net" ("There Is No Gravity Anymore")
- "Salyut, Vera" ("Hail, Vera")
- "Ty ponravilas' mne" ("I Fell For You")
- "Nebesa"[nefuncțională]
 ("Heaven")